# Ricardo de Évreux

Brasão de Armas dos condes de Evreux

Ricardo de Évreux (c. 1011 - 13 de dezembro de 1067) foi Conde de Évreux entre 1037 e 1067, conselheiro Guilherme I de Inglaterra e arcebispo de Ruão.
Mandou edificar em Saint-Sauveur-le-Vicomte, a Abadia de Saint-Sauveur de Evreux, tendo no entanto sido sepultado na Abadia de Fontenelle.

## Relações familiares
Foi filho de Roberto II de Évreux (989 - 1037), arcebispo de Ruão e conde de Évreux e Ruão.
Casou em 1040 com a já viúva de Rogério I da Tosny e Godeilda, de quem teve:
1. Guilherme de Évreux (? - 1118), conde de Évreux)
2. Inês de Évreux casado com Simão I de Montfort (1030 — 1087) foi o 3º senhor de Montfort-l'Amaury.
3. Godehilde, freira na Abadia de Saint-Sauveur de Evreux, mandada edificar na localidade de Saint-Sauveur-le-Vicomte, por seu pai.[1][2]